# Nyx

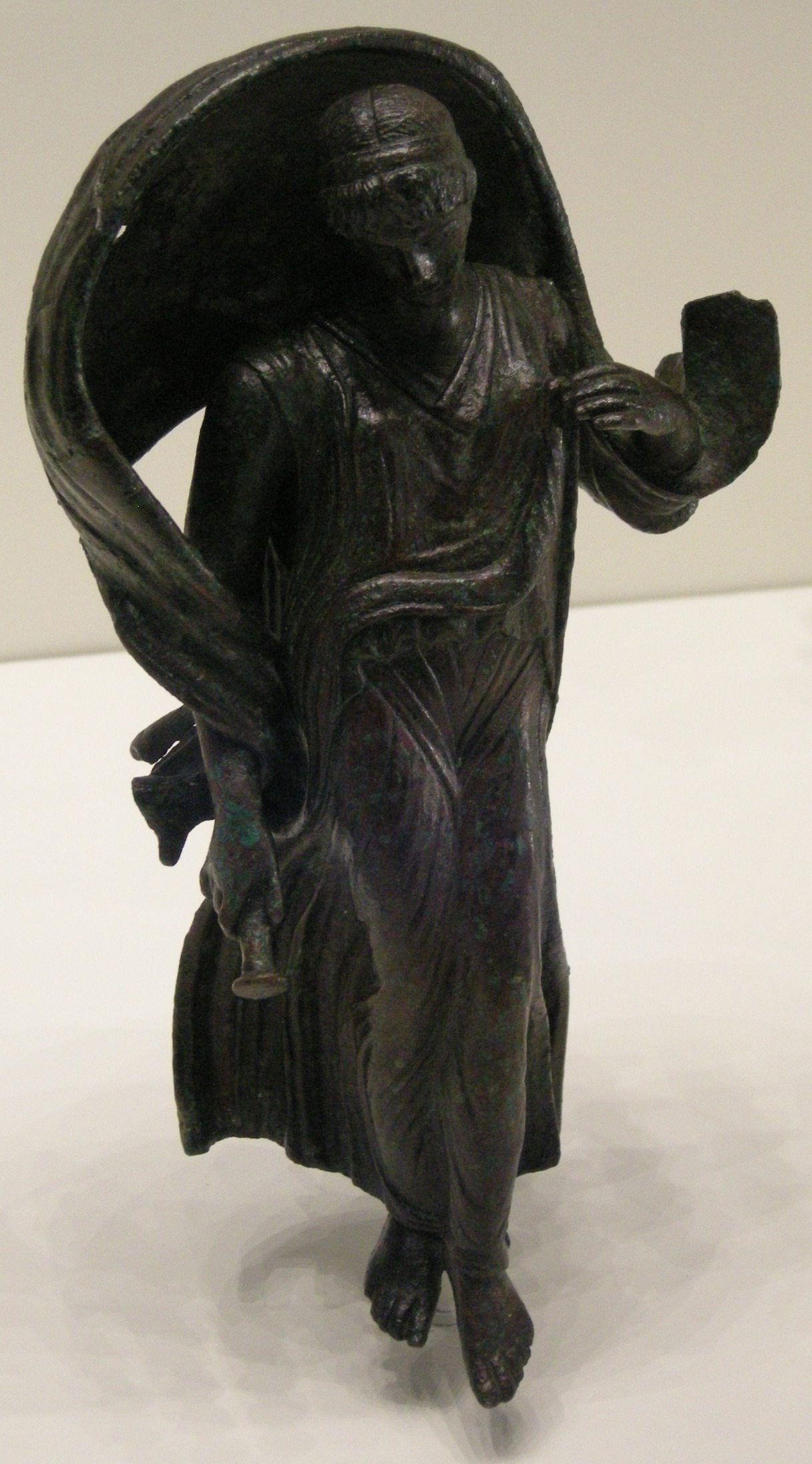
Antik bronsstatyett föreställande Nyx

Nyx (grekiska Νυξ) var nattens gudinna i den grekiska mytologin. Hon kallas även ibland på svenska för endast Natt och hennes latinska namn var Nox. De grekiska namnet Nyx betyder 'jordens dunkel'. Nyx var en av de första varelserna i universum och hon var troligtvis dotter till Chaos, men vissa källor antyder att gudomligheten Phanes var fadern. Nyx var dessutom både syster och maka till Erebos (Mörkret).

## Nattens barn

### Nyx som ensam moder eller tillsammans med Erebos[2]
Flera av Nyxs avkommor föddes utan fader, men i många fall är det osäkert om inte hennes bror Erebos var far till barnen.
- Thanatos
- Hypnos
- Moros
- Momos
- Oizyerna
- Apate
- Philotes
- Geras
- Ponos
- Kererna

### Barn med Erebos
Följande barn var Erebos helt säkert far till:
- Aither
- Hemera
- Sophrosyne
- Epiphron
- Hybris
- Eleos

Osäkra föräldraskap
Ett klassiskt problem i den grekiska mytologin är föräldraskap. Det finns ofta lika många olika föräldrar som det finns versioner av myterna och vissa karaktärer kan därför ha flera möjliga föräldrar. Följande mytologiska figurer kan Nyx vara mor till:
- Eros
- Ouranos
- Nemesis
- Eris
- Hekate
- Eufrosyne
- Styx
- Dolos
- Deimos och Phobos
- Oneiroierna: bl.a. Morpheus, Ikelos-Phobetor, Phantasos
- Hesperiderna
- Moirerna: Klotho, Lachesis och Atropos
- Erinyiderna: Alekto, Megaira och Tisiphone

## Natt och Dag

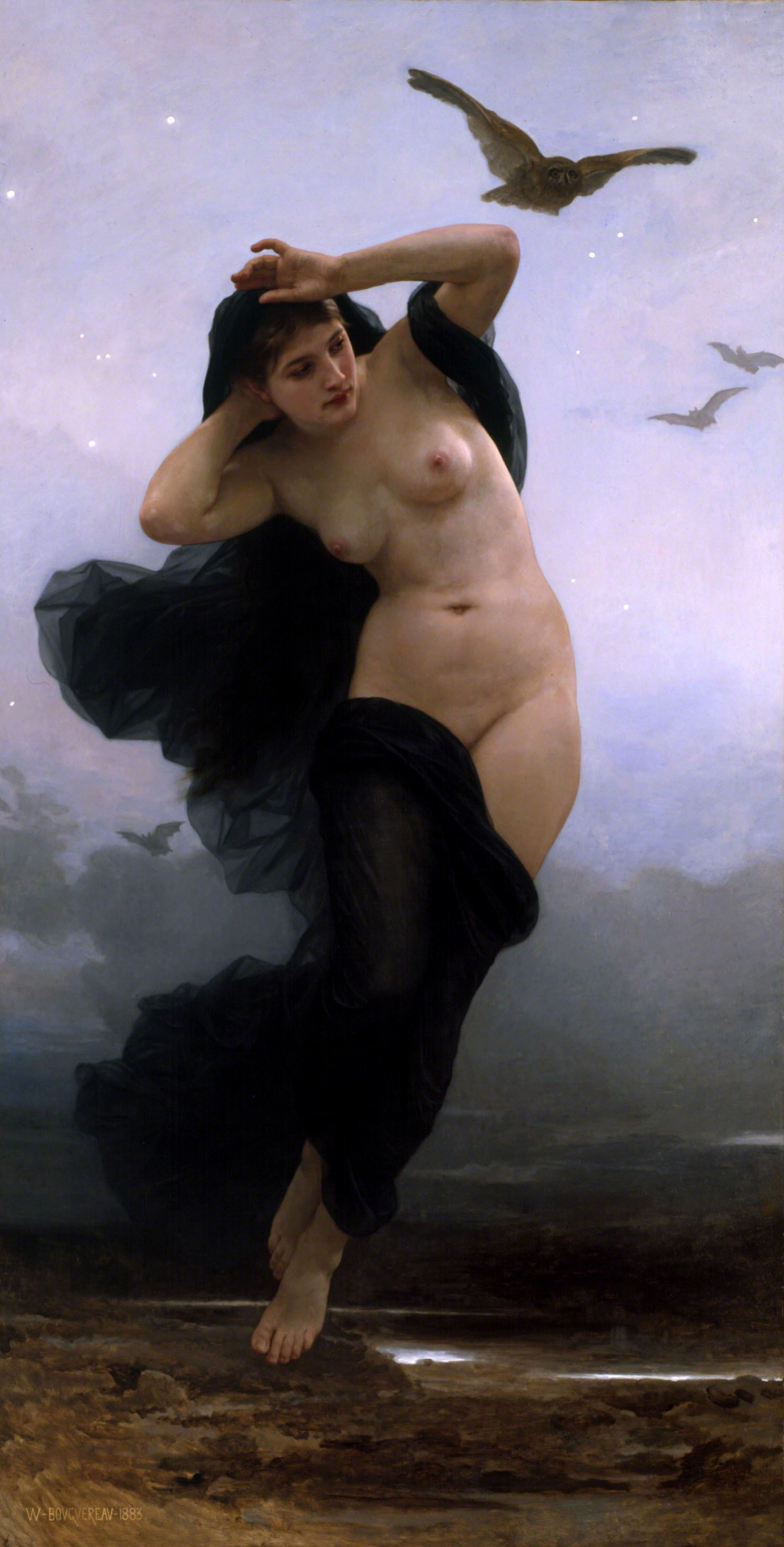
William-Adolphe Bouguereaus målning La Nuit (1883), som föreställer Nyx.

Nyx och hennes dotter Hemera var personifieringar av natt och dag. Man brukade säga att "ur natten föddes dagen" och "när Hemera kom, gick Nyx och när Nyx trädde in, försvann Hemera". 
Enligt mytens berättelse ska Nyx mot slutet av kvällarna ha dragit sin mörka slöja mellan den gudomliga luften som var hennes son Aither och den jordliga luften Aer och frambringade natten åt människorna. På morgonen kom hennes dotter Hemera (Dagen) och drog undan nattens dimma och visade åter den skinande övre luften som utgjorde dagen. Under antiken ansågs natt och dag vara oberoende av solen och förklarade ljuset som denna skinande, ljusblå luft.